# Winden im Elztal
Winden im Elztal – miejscowość i gmina w Niemczech, w kraju związkowym Badenia-Wirtembergia, w rejencji Fryburg, w regionie Südlicher Oberrhein, w powiecie Emmendingen, wchodzi w skład związku gmin Elzach. Leży ok. 15 km na północny wschód od Emmendingen, przy drodze krajowej B294.